# Intonarumori

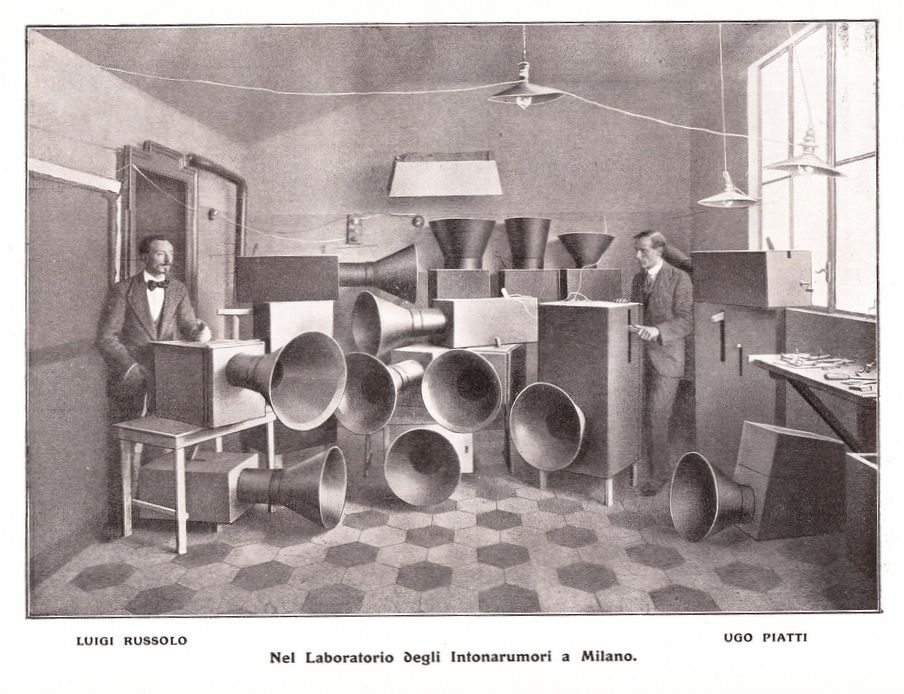
Luigi Russolo und sein Assistent Ugo Piatti in ihrem Laboratorio in Milano mit Intonarumori, 1913

Intonarumori (dt. „Geräuscherzeuger“) sind akustische bzw. mechanische Instrumente, die Geräusche erzeugen. Sie wurden vom futuristischen Künstler Luigi Russolo in den 1910er und 20er Jahren entworfen. Damit erweiterte er das Spektrum der musikalischen Ausdrucksmöglichkeiten des Orchesters um das Geräusch und erhob es zum musikalischen Gestaltungselement. Aus diesem Grund gilt Russolo als Vorläufer der Musique concrète.
Die intonarumori waren zuerst vier und später bis zu 27 verschiedene Instrumente, die nach der Art der Geräusche, die sie produzieren, benannt sind. Sie bestehen aus Holzkästen mit Schalltrichtern, die spezielle Vorrichtungen zur Erzeugung spezifischer Geräusche beinhalten. Mittels Hebeln und Kurbeln können diverse Parameter des Klangs wie Tonhöhe und Lautstärke geändert werden.
Die originalen Instrumente von Russolo sind nicht erhalten geblieben. Es existieren allerdings Nachbauten, für die seit 2009 weitere Kompositionen geschrieben wurden.

## Einfluss und theoretische Vorarbeiten
Russolo sah am 21. Februar 1913 in Rom das futuristische Konzert des Komponisten Balilla Pratella Musica Futurista. Inno alla vita – sinfonia futurista op. 30. Inspiriert von dem Konzert schätzte Russolo aber die klanglichen Möglichkeiten von akustischen Orchesterinstrumenten als zu eingeschränkt ein und begann nach neuen, futuristischen Möglichkeiten des klanglichen Ausdrucks zu suchen.
Nur 20 Tage später, am 11. März 1913, verfasste Russolo sein Manifest L'arte dei rumori (Die Kunst der Geräusche, engl. The Art of Noises) zuerst als Brief an Pratella. 1916 brachte er es im gleichnamigen Band  neben anderen Texten heraus. Das war die theoretische Vorarbeit für die Intonarumori insofern, als es (zufällige) Geräusche als Bestandteil von musikalischen Kompositionen propagierte.
Damit drückte Russolo das Bedürfnis aus, „über diesen engen Kreis der reinen Töne hinaus(zu)gehen und die unendliche Vielfalt der Geräusch-Töne“ in komponierte Musik einzubeziehen, und formulierte damit „einen neuen akustischen Willen“. Das entsprach dem Zeitgeist, Personen wie der Pianist und Komponist Ferruccio Busoni hatten sich schon vorher zu dem Thema in ähnlicher Weise geäußert, so in Saggio di una nuova estetica musicale (dt. Entwurf einer neuen Ästhetik der Tonkunst). Er beschrieb z. B. in einem Text das Telharmonium von Thaddeus Cahill, das primordiale Klangwellen auf elektronisch-mechanische Weise erzeugte. Es entstanden in dieser Zeit an verschiedenen Orten der Welt orgelähnliche akustische Instrumente, die Geräusche erzeugten und die in die Entwicklung der elektro-akustischen Musik einflossen. Abgesehen von den dezidiert musikalisch motivierten Entwicklungen wurden schon vorher in Theatern Maschinen benutzt, die Geräusche wie Donner u. ä. erzeugten. Russolo recherchierte in diesem Zusammenhang zu Mikrotonalität, zu Dissonanz und Dodekaphonie, forschte nach neuen Grundregeln und Strukturen von Musik, nach Klangquellen und Instrumenten. Russolos Musikalisierung des Geräuschs trug zur Emanzipation der musikalischen Sprache von den Dialektiken Konsonanz–Dissonanz, Bewegung–Stillstand, graziös–nichtgraziös bei.
Russolo kategorisierte die für ihn in Frage kommenden Geräusche in sechs „Geräuschfamilien“:
1. Brummen, Donnern, Bersten, Prasseln, Plumpsen, Dröhnen
2. Pfeifen, Zischen, Pusten
3. Flüstern, Murmeln, Brummlen, Surren, Brodeln
4. Knirschen, Knacken, Knistern, Summen, Knattern, Reiben
5. Schläge auf Metall, Holz, Leder, Steine, Keramik
6. Stimmen von Tieren und Menschen: Rufe, Schreie, Gebrüll, Geheul, Lachen, Röcheln, Schluchzen

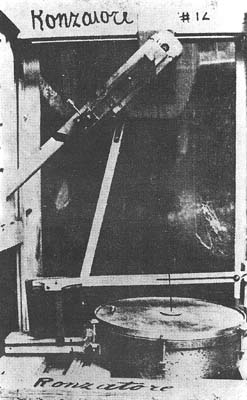
Innenansicht eines Ronzatore (Brummer)

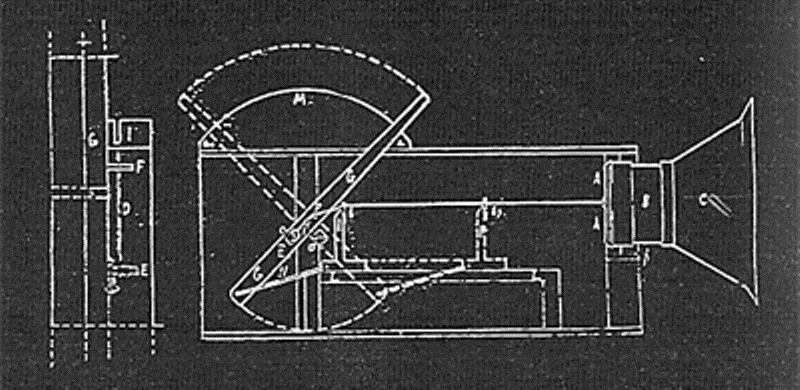
Konstruktionszeichnung eines Intonarumori, 1913

## Bau und Funktionsweise der Intonarumori
Die Intonarumori waren 27 verschiedene Instrumente, die nach der Art der Geräusche, die sie produzieren, benannt sind. Russolo entwickelte sie zusammen mit dem Musiker und Maler Ugo Piatti, der als sein Assistent arbeitete.
Die Intonarumori bestehen aus Holzkästen mit Schalltrichtern aus Pappe, die speziell behandelte Membrane bzw. Trommelfelle und Saiten zur Erzeugung der spezifischen Geräusche beinhalten. Ggf. rasselt ein Zahnrad an der Saite, die am Fell einer Trommel befestigt ist, die wiederum als Resonator fungiert. Ein Horn am Ausgang des Kastens verstärkt die Lautstärke des Klangs.
Mittels Hebeln und Kurbeln änderten als Helfer bezeichnete Musiker anhand der eigens von Russolo geschaffenen Notation diverse Parameter des Klangs wie Tonhöhe (Spannung der Saite) und Lautstärke.
Die ersten vier existierenden Intonarumori waren ululatore (Heuler), rombatore (Brauser), crepitatore (Knatterer), stropicciatore (Scharrer). Später kamen scoppiatore (Knaller), ronzatore (Brummer), gorgogliatore (Gurgler), sibilatore (Pfeifer), frusciatore (Knisterer), gracidatore (Quaker) und weitere hinzu. Von einzelnen Intonarumori gibt es Ausgaben in verschiedenen Tonhöhen bzw. Frequenzspektren, andere waren in der Lage, als Einzelinstrument größere Spektren wiederzugeben.

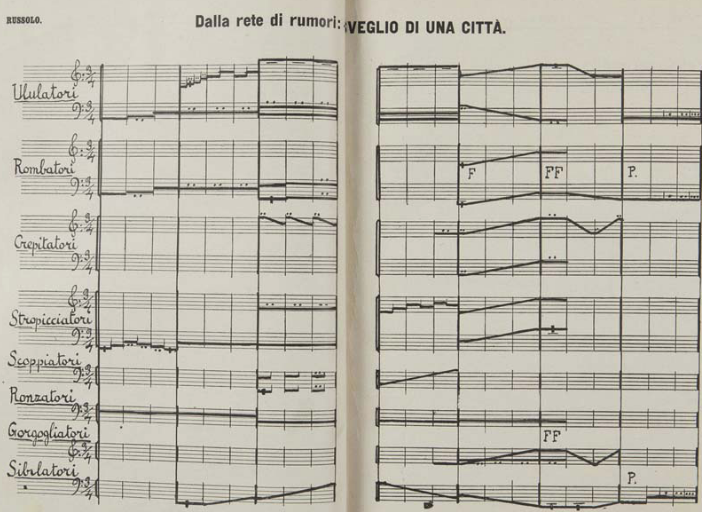
Die Notation, die Russolo für die Intonarumori entwickelte, sind diese von ihm komponierten 7 Takte des Stücks Il risveglio di una città. Sie sind die einzigen erhaltenen Aufzeichnungen von Russolo dazu.

## Aufführungen mit den Intonarumori und Rezeption
In den Jahren 1913 und 1914 spielte Russolo seine ersten Konzerte mit den Intonarumori in Mailand, Genua und London. Das Publikum reagierte entweder mit großem Enthusiasmus oder großer Feindseligkeit.
Im Jahr 1921 wurden in Paris drei Konzerte mit 27 verschiedenen Intonarumori (am 17., 20. und 24. Juni) unter dem Titel Trois concerts exceptionnels des briuteurs futuristes gespielt. Es handelte sich um sechs Kompositionen von Antonio Russolo.
Diese wurden von den im Publikum zahlreich anwesenden Künstler und Künstlerinnen wie z. B. Igor Strawinsky, Maurice Ravel, Arthur Honegger, Sergei Diaghilev sowie Piet Mondrian positiv aufgenommen.
Piet Mondrian verfasste anschließend einen umfangreichen Artikel über die Intonarumori in seiner Zeitschrift De Stijl unter dem Titel De „briuteurs futuristes italien“ en „het“ nieuwe in de muziek. Er schreibt dort u. a.: „Während die klassischen Instrumente die Naturlaute still und künstlich unterdrücken, zeigen sie uns die Bruiteure in krasser Alltagsbanalität. Die Bruiteure erweisen unbewusst die Notwendigkeit von Instrumenten, die nicht Naturlaute produzieren, und zeigen weiter, dass ‚Kunst‘ sich sehr wohl von ‚Natur‘ unterscheidet.“
Im Jahr 1922 komponierte Balilla Pratella das Werk Tamburo di fuoco für ein kleines Orchester und Intonarumori, das in Pisa, am Nationaltheater in Prag und am Teatro Lirico in Mailand aufgeführt wurde. Der Text stammt von Filippo Tommaso Marinetti und das Bühnenbild von Enrico Prampolini.
Im Jahr 1929 spielte Russolo in Paris sein letztes Konzert zur Eröffnung einer futuristischen Ausstellung in der Galerie 23. Das Konzert wurde von Edgar Varèse präsentiert.

## Weiterentwicklungen
Im Jahr 1923 begann Russolo, das Konzept der geräuscherzeugenden Instrumente weiterzuentwickeln, indem er den Prototyp des Rumorarmonio entwickelte. Das war ein Geräuschharmonium, in dem er verschiedene Intonarumori in einem Instrument vereinigte. Ein  Helfer steuerte in Echtzeit gleichzeitig Parameteränderungen verschiedener Klänge über die Bedienung von Pedalen.
Im Jahr 1925 ließ Russolo den Arco enarmonico (enharmonischen Bogen) patentieren, „bestehend aus einer Art langer Schraube, die, schräg über die Saite gezogen, diese zum Vibrieren bringt“.
Russolo ließ 1931 das Piano enarmonico, das enharmonische Piano patentieren.
1932 verfasste Russolo seinen letzten Artikel zum Thema „Musik“ unter dem Titel „L' Enarmomismo“ für die Zeitschrift Dinamo Futurista, seitdem beschäftigten ihn andere Themen intensiver als die Musik.

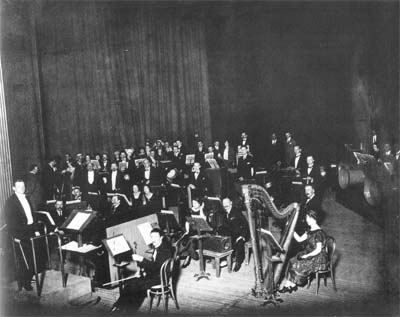
Konzert mit Intonarumori (rechts)

## Intonarumori in der Gegenwart

### Vernichtung der Originale
Die meisten Intonarumori wurde am Ende des Zweiten Weltkriegs durch die Bombardierungen von Paris vernichtet, von den restlichen ist der Verbleib unklar.

### Zeitgenössische Repliken der Intonarumori
Anhand noch vorhandener Konstruktionsskizzen und einiger weniger Audioaufnahmen konnten Rekonstruktionen der Intonarumori angefertigt werden. Im Jahr 2009 fertigten die Künstler Luciano Chessa und Luthier Keith Cary Repliken der ersten Intonarumori an, die Russolo 1913 gebaut hatte. Es handelt sich um 16 Instrumente, die acht verschiedenen Geräuschfamilien angehören und die teilweise verschiedene Frequenzbereiche erzeugen. Damit wurde im San Francisco Museum of Modern Art am 16. Oktober 2009 ein Konzert im Rahmen des Performa-Festivals gespielt, weitere folgten am 12. November in New York in The Town Hall und im September 2010 in Rovereto im Museum für moderne und zeitgenössische Kunst.
Im Jahr 2013 zum 100. Jahrestag von Russolos Manifest fertigten die Künstler Golan Levin, Spike Wolff und Carl Bajandas weitere zehn Intonarumori an der Carnegie Mellon University in Pittsburgh an, für die daraufhin der Komponist John Ozbay Kompositionen verfasste.
Der niederländische Künstler Wessel Westerveld fertigte weitere Repliken der Intonarumori an. Allerdings bestehen die Kästen aus Hartholz statt aus Weichholz, und die Schalltrichter – im Original aus Pappe – fertigte er aus Stahl. Dazu kommen Varianten mit offener Konstruktion, die die Funktionsweise der Intonarumori sichtbar machen. Westerveld spielt die Intonarumori zusammen mit dem Künstler Yuri Landman.

### Zeitgenössische Werke für Intonarumori
- Pauline Oliveros: Waking the Noise Intoners (2009)
- Joan La Barbara: Striations (2009)
- Jennifer Walshe und Tony Conrad: Fancy Palaces (2009)
- Blixa Bargeld: The Mantovani Machine Part I: Motor (2009)
- Blixa Bargeld: The Mantovani Machine Part II: Cucina (Gamberetti Eroica sul campo di battaglia) (2010)
- Blixa Bargeld: The Mantovani Machine Part III: Gas (2011)
- Lee Ranaldo: It all begins now (Whose Streets? Our Streets!) (2011)
- Theresa Wong: Meet Me at the Future Garden (2009)
- Christopher Auerbach-Brown: Money is the Devil (2016)
- Luciano Chessa: On dîne à la terrasse du Casino / Si pranza sulla terrazza del Kursaal (2010)
- Luciano Chessa: Vathek on the Edge of the Chasm (2013)
- James Fei: New Acoustical Pleasures (A Furious Meow) (2009)
- Ellen Fullman: Sunday Industrial (Post Futurist Reverie) (2009)
- Pablo Ortiz: Tango Futurista (2009)
- Mike Patton: Kostnice (2009)
- Teho Teardo: Oh! (2010)
- Miroslav Pudlak Intonarumori concerto (2018)